# Bene 'Ayish
Bene 'Ayish är en ort i Israel.   Den ligger i distriktet Centrala distriktet, i den centrala delen av landet. Bene 'Ayish ligger 61 meter över havet och antalet invånare är 7 763.
Terrängen runt Bene 'Ayish är platt. Runt Bene 'Ayish är det tätbefolkat, med 383 invånare per kvadratkilometer. Närmaste större samhälle är Ashdod, 9,5 km väster om Bene 'Ayish. Trakten runt Bene 'Ayish består till största delen av jordbruksmark.